# Brachiaria breviglumis
Brachiaria breviglumis är en gräsart som beskrevs av Clayton. Brachiaria breviglumis ingår i släktet Brachiaria och familjen gräs. Inga underarter finns listade i Catalogue of Life.